# Autriche aux Jeux olympiques d'été de 2008
L'Autriche participe aux Jeux olympiques d'été de 2008 à Pékin.

## Liste des médaillés autrichiens

### Médailles d'or
| Sport              | Discipline | Sportifs | Performance |
| Médailles d'or : 0 |            |          |             |

### Médailles d'argent
| Sport                  | Discipline         | Sportifs        | Performance |
| Médailles d'argent : 1 |                    |                 |             |
| Judo                   | Moins de 60 kg (H) | Ludwig Paischer |             |

### Médailles de bronze
| Sport                   | Discipline             | Sportifs                 | Performance   |
| Médailles de bronze : 2 |                        |                          |               |
| Natation                | 100 m brasse (F)       | Mirna Jukić              | 1 min 07 s 34 |
| Canoë-kayak slalom      | Kayak monoplace K1 (F) | Violetta Oblinger Peters |               |

## Athlètes autrichiens par sports

### Athlétisme
| Hommes - 10 000 m : - Günther Weidlinger | Femmes - Marathon : - Eva-Maria Gradwohl |

#### Hommes
| Epreuve          | Athlète            | Séries   | Séries | Quarts de finale | Quarts de finale | Demi-finales | Demi-finales | Finale       | Finale |
| Epreuve          | Athlète            | Résultat | Rang   | Résultat         | Rang             | Résultat     | Rang         | Résultat     | Rang   |
| ---------------- | ------------------ | -------- | ------ | ---------------- | ---------------- | ------------ | ------------ | ------------ | ------ |
| 10 000 mètres    | Günther Weidlinger | NC       | NC     | NC               | NC               | NC           | NC           | 28 min 14.38 | 27e    |
| Lancer du disque | Gerhard Mayer      | 61,32m   | 8e     | -                | -                | -            | -            | -            | -      |

#### Femmes
| Épreuve  | Athlète            | Séries   | Séries | Quarts de finale | Quarts de finale | Demi-finales | Demi-finales | Finale       | Finale |
| Épreuve  | Athlète            | Résultat | Rang   | Résultat         | Rang             | Résultat     | Rang         | Résultat     | Rang   |
| -------- | ------------------ | -------- | ------ | ---------------- | ---------------- | ------------ | ------------ | ------------ | ------ |
| Marathon | Eva-Maria Gradwohl | NC       | NC     | NC               | NC               | NC           | NC           | 2h 44 min 24 | 57e    |

### Canoë-kayak

#### Eaux calmes
Femmes
- 500 m kayak biplace (K2) :
  - Yvonne Schuring et Viktoria Schwarz

#### Slalom
| Hommes - Kayak monoplace (K1) : - Helmut Oblinger | Femmes - Kayak monoplace (K1) : - Violetta Oblinger Peters |

| Athlète         | Compétition | Éliminatoires | Éliminatoires | Demi-finales | Demi-finales | Finale A   | Finale A |
| Athlète         | Compétition | Temps         | Rang          | Temps        | Rang         | Temps      | Rang     |
| --------------- | ----------- | ------------- | ------------- | ------------ | ------------ | ---------- | -------- |
| Helmut Oblinger | K1          | 171.75 pts    | 6e            | 88.69 pts    | 9e           | 178.83 pts | 7e       |

### Cyclisme

#### VTT
| Hommes - Cross-country : - Christoph Soukup | Femmes - Cross-country : - Elisabeth Osl |

| Athlète          | Compétition              | Temps           | Rang |
| ---------------- | ------------------------ | --------------- | ---- |
| Christoph Soukup | Cross-country VTT hommes | 2 h 00 min 11 s | 6e   |

#### Route
| Hommes - Course sur route : - Thomas Rohregger - Christian Pfannberger | Femmes - Course sur route : - Christiane Soeder - Monika Schachl - Contre la montre individuel : - Christiane Soeder |

| Athlète               | Compétition     | Temps         | Rang |
| --------------------- | --------------- | ------------- | ---- |
| Christian Pfannberger | Course en ligne | 6 h 26 min 17 | 22e  |
| Thomas Rohregger      | Course en ligne | 6 h 26 min 25 | 38e  |

### Équitation
Mixte
- Dressage individuel :
  - Victoria Max-Theurer avec Falcao Old, sa musique libre est produite par Michael Erdmann (Allemagne)
- Concours complet individuel :
  - Harald Ambros avec Quick 2

### Escrime
Hommes
- Fleuret individuel :
  - Roland Schlosser

### Gymnastique

#### Rythmique
Femmes
- Concours général individuel :
  - Caroline Weber

### Judo
| Hommes - 60 kg : - Ludwig Paischer | Femmes - 57 kg : - Sabrina Filzmoser - 63 kg : - Claudia Heill |

### Sports aquatiques

#### Plongeon
| Hommes - Constantin Blaha | Femmes - Tremplin 3 m : - Veronika Kratochwil - Haut-vol 10 m : - Anja Richter |

#### Natation
| Hommes - 200 m nage libre : - Dominik Koll - 400 m nage libre : - David Brandl - 1 500 m nage libre : - Florian Janistyn - 200 m papillon : - Dinko Jukic - 100 m brasse : - Istvan Hunor Mate - 200 m brasse : - Maxim Podoprigora - Istvan Hunor Mate - 100 m dos : - Markus Rogan - 200 m dos : - Markus Rogan - Sebastian Stoss - 200 m 4 nages individuel : - Dinko Jukic - 400 m 4 nages individuel : - Dinko Jukic - Relais 4×200 m nage libre : - Markus Rogan, Dominik Koll, Florian Janistyn et David Brandl | Femmes - 100 m nage libre : - Birgit Koschischek - 200 m nage libre : - Jördis Steinegger - 400 m nage libre : - Jördis Steinegger - 800 m nage libre : - Jördis Steinegger - 100 m papillon : - Birgit Koschischek - 200 m papillon : - Nina Dittrich - 100 m brasse : - Mirna Jukić - 200 m brasse : - Mirna Jukić |

#### Natation synchronisée
Femmes
- Duo :
  - Nadine Brandl et Elisabeth Mahn

### Tennis
| Hommes - Simple : - Jürgen Melzer - Double : - Jürgen Melzer et Julian Knowle | Femmes - Simple : - Sybille Bammer |

### Tennis de table
| Hommes - Simple : - Werner Schlager - Robert Gardos - Weixing Chen - Par équipes : - Werner Schlager, Robert Gardos, Daniel Habesohn et Weixing Chen | Femmes - Simple : - Qiangbing Li - Jia Liu - Par équipes : - Veronika Heine, Qiangbing Li et Jia Liu |

### Tir
Hommes
- 10 m rifle à air :
  - Christian Planer
  - Thomas Farnik
- 50 m rifle couché :
  - Christian Planer
  - Mario Knögler
- 50 rifle 3 positions :
  - Mario Knögler
  - Thomas Farnik

### Triathlon
| Hommes - Simon Agoston | Femmes - Kate Allen - Eva Dollinger - Tania Haiböck |

### Voile
| Hommes - 470 : - Florian Reichstädter et Matthias Schmid - 49er : - Nico Delle Karth et Nikolaus Resch - Star : - Christian Nehammer et Hans Spitzauer - Tornado : - Roman Hagara et Hans-Peter Steinacher - Laser : - Andreas Geritzer | Femmes - 470 : - Carolina Flatscher et Sylvia Vogl |

### Volley-ball

#### Beach-volley
Quatre équipes autrichiennes de beach volleyball se sont qualifiées pour les Jeux olympiques, mais l'équipe féminine Montagnolli - Swoboda a été remplacée par l'équipe suisse Kuhn - Schwer pour raisons médicales. Les trois équipes qui ont participé aux jeux sont :
| Hommes - - Clemens Doppler et Peter Gartmayer - Florian Gosch et Alexander Horst | Femmes - Doris Schwaiger et Stefanie Schwaiger |